# 下仁
下 仁（しも ひとし、1972年4月4日 - ）は、日本の男子陸上競技選手。専門は走幅跳。

## 人物
千葉県出身。父親の下哲も元陸上競技選手で、早稲田大学在籍時に日本陸上競技選手権大会の三段跳で優勝している。
千葉県立船橋高等学校在学時の1990年に日本陸上競技選手権大会の走幅跳で森長正樹に次ぐ2位となった。
高校卒業後は医学部合格を目指して浪人。1991年、受験勉強の気晴らしとして出場した日本陸上競技選手権大会の走幅跳で8m10の日本タイ記録で優勝し、東京で開催された1991年世界陸上競技選手権大会の代表に選ばれた。なお、この記録はU20日本歴代2位の記録である（2022年現在）。
走幅跳で優秀な成績を収めたため複数の大学からオファーがあったというが、医師を志していたためにそれらをすべて断った。医学部合格の夢は叶わず、1992年に横浜国立大学へと進学。現在は学習塾を3つ経営しており、自身は医師になることはできなかったが、教え子が医師になって自身の代わりに夢を叶えたという。
2000年・2001年頃にはワールド航空サービスに所属し、日本陸上競技選手権大会などに三段跳の選手として出場していた。
現在は、世界マスターズ陸上競技選手権大会での現役復帰を目指し練習に励んでいる。